# 杜布羅夫尼克-內雷特瓦縣
杜布羅夫尼克-內雷特瓦縣是克羅地亞達爾馬提亞地區，也是該國最南的一個縣。波黑的内乌姆市镇把本縣分成兩個不連接，僅靠領海相連的陸地，西傍亞德里亞海。面積1,781平方公里，人口122,870（2001年）。首府杜布羅夫尼克。与波黑、蒙特內哥羅接壤。
下分五市、十七鎮。縣議會有41席。

## 行政区划
- 察夫塔特
- 杜布羅夫尼克（首府）
- 科爾丘拉島
- 梅特科維奇
- 奧普曾
- 普洛切

## 图集

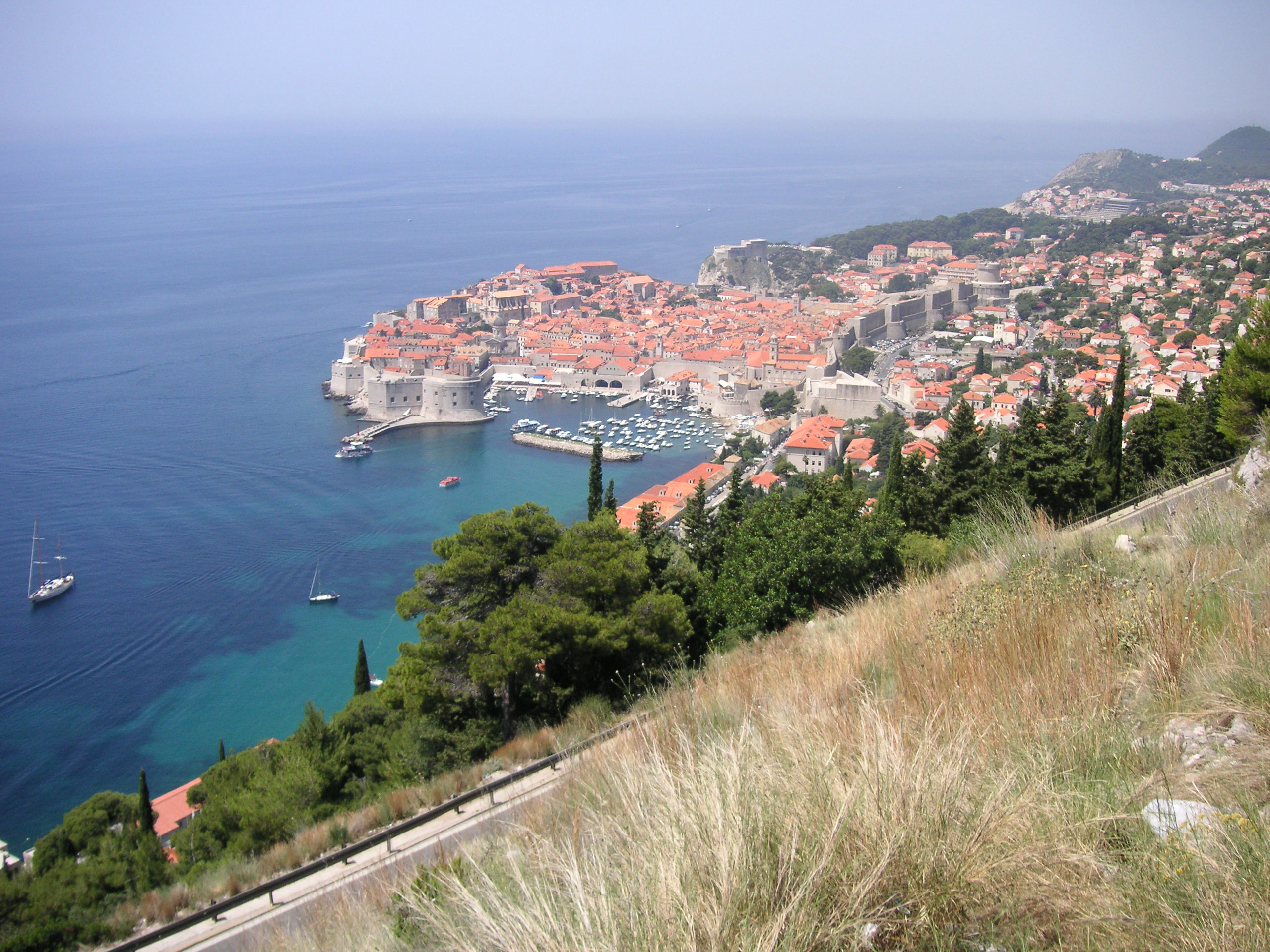
杜布羅夫尼克
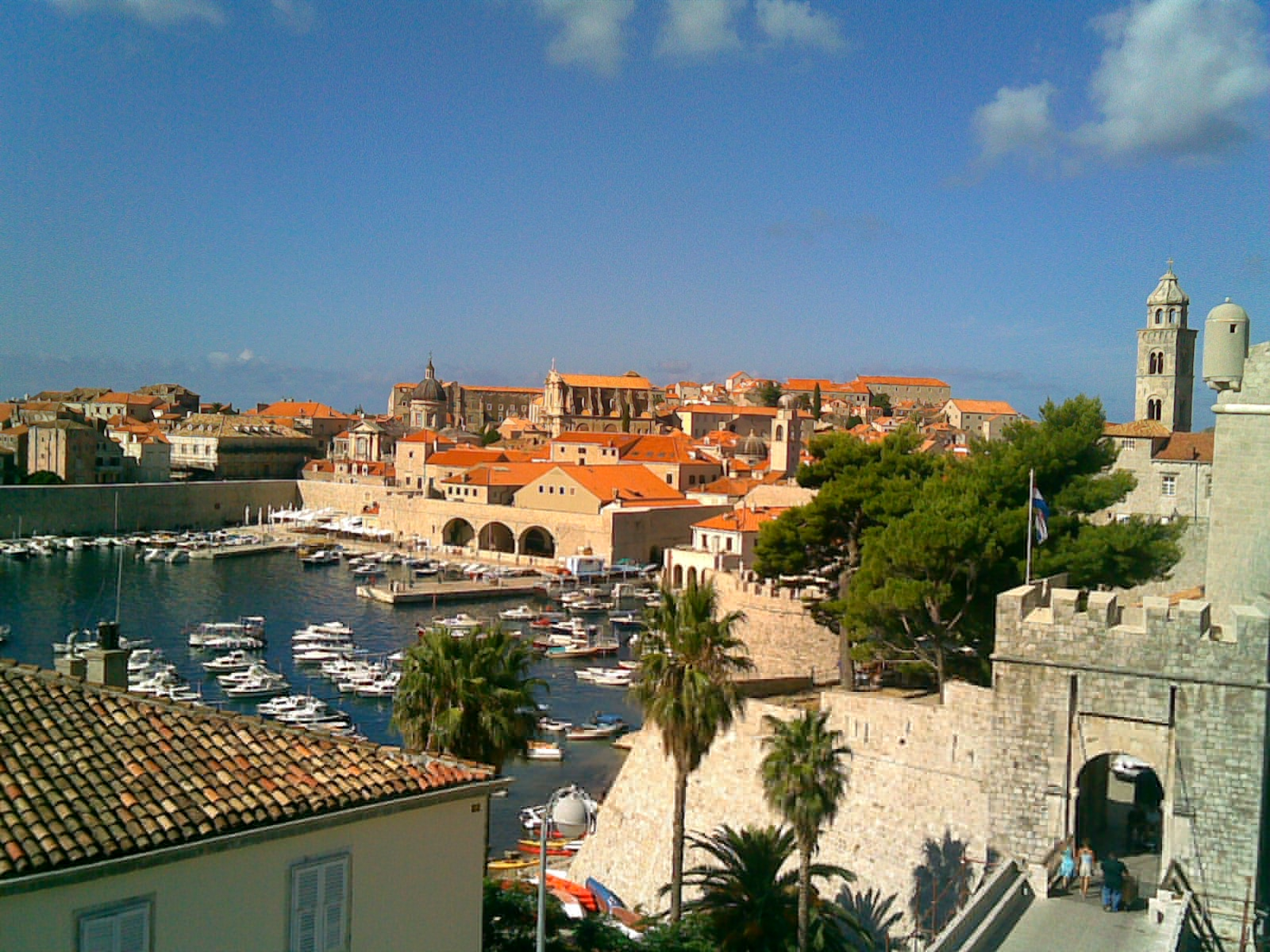
杜布羅夫尼克老城区
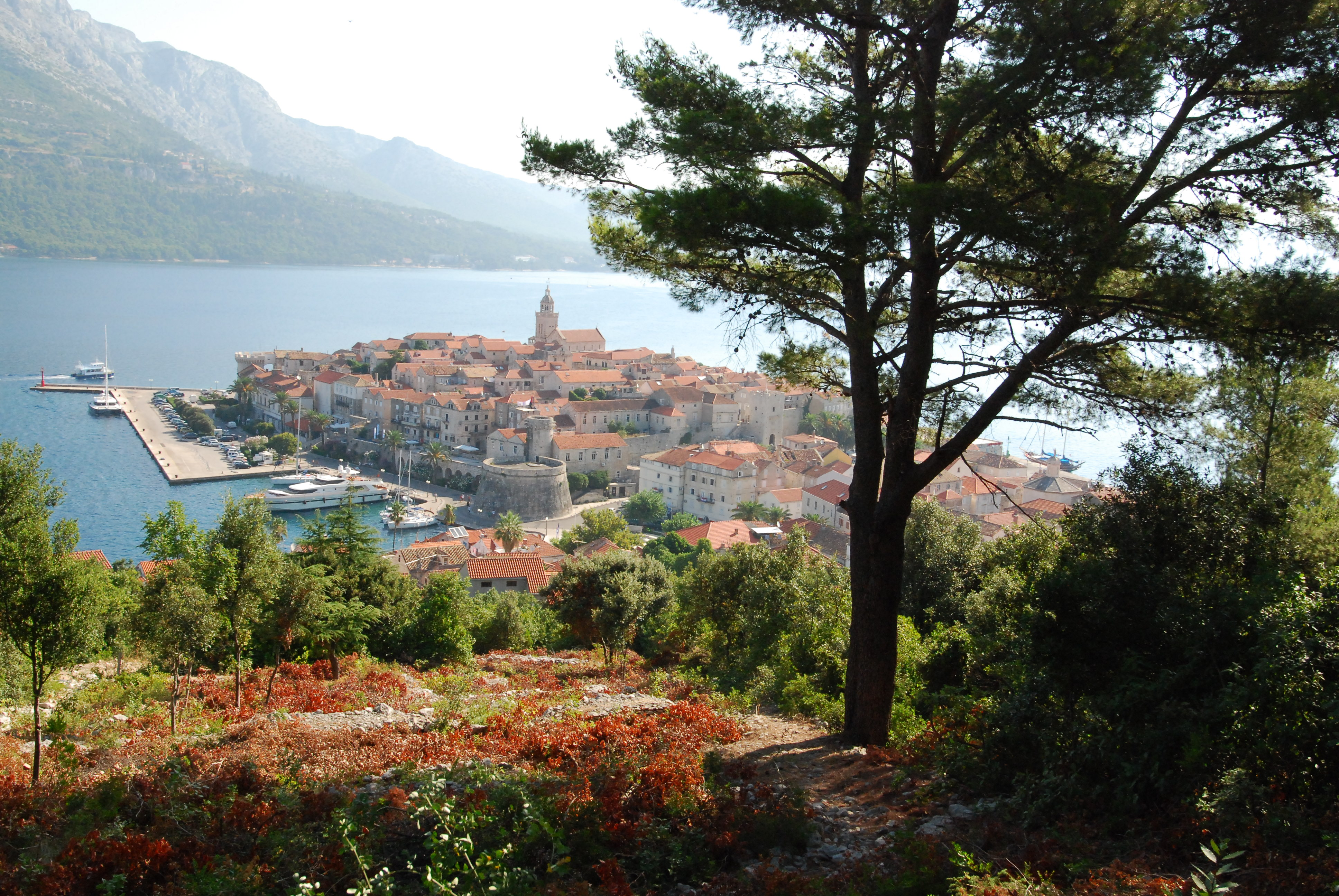
科爾丘拉島
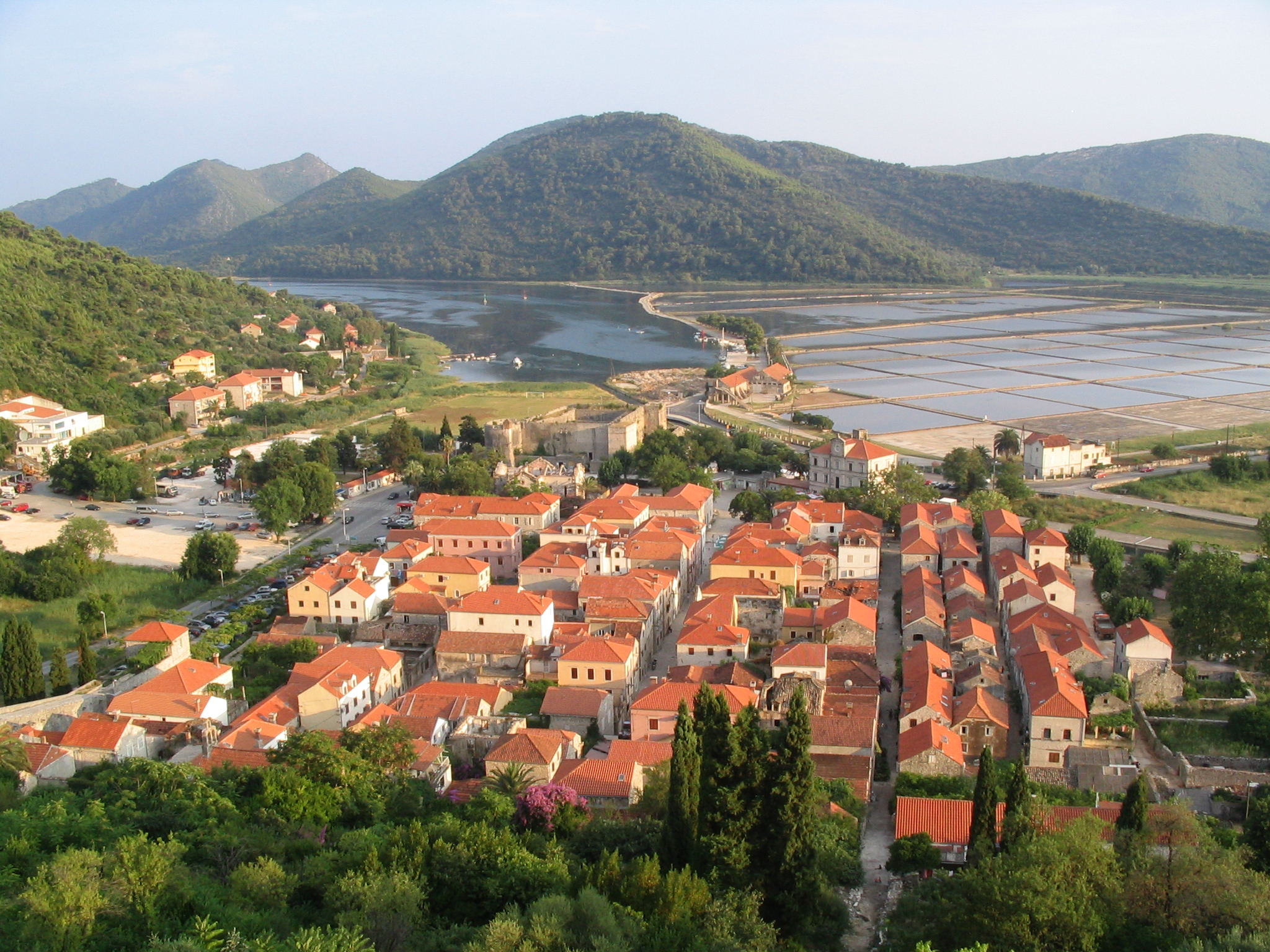
斯通与盐田